# Nizhegoródskaya
Nizhegoródskaya (del ruso: Нижегоро́дская) es una stanitsa del raión de Apsheronsk del krai de Krasnodar, en Rusia. Está situada en las vertientes septentrionales del Cáucaso Occidental, en el curso medio del Kurdzhips, afluente del Bélaya, que lo es del Kubán, 25 km al sureste de Apsheronsk y 113 km al sureste de Krasnodar, la capital del krai. Tenía 472 habitantes en 2010
Es cabeza del municipio Nizhegoródskoye, al que pertenecen asimismo Guamka y Krasni Daguestán.